# Acrodontis nikkonis
Acrodontis nikkonis là một loài bướm đêm trong họ Geometridae.